# Виктор Класон
Виктор Јохан Антон Класон (швед. Viktor Johan Anton Claesson; 2. јануар 1992) шведски је фудбалер и репрезентативац који тренутно наступа за Краснодар.

## Клупска каријера
У раној каријери је играо за шведске тимове ИФК Вернамо и Елфсборг.
Дана 25. јануара 2017. године, Класон је потписао уговор са руском екипом Краснодар на три ипо године. Дебитовао је 16. фебруара 2017. године против турског Фенербахчеа у Лиги Европе, постигао је гол при првом додиру лопте у четвртом минуту. УЕФА га је изабрала за најбољег играча на мечу.

## Репрезентација
Дебитовао је 18. јануара 2012. за шведску репрезентацију на пријатељској утакмици против Бахреина. Дао је три гола за национални тим.
У мају 2018. године, био је уврштен у састав Шведске на Светском првенству у Русији 2018. године.

### Голови за репрезентацију
Голови Класона у дресу са државним грбом
| #  | Датум            | Место  | Противник   | Гол | Резултат | Такмичење   |
| -- | ---------------- | ------ | ----------- | --- | -------- | ----------- |
| 1. | 23. јануар 2012. | Доха   | Катар       | 0:2 | 0:5      | Пријатељска |
| 2. | 28. март 2017.   | Фуншал | Португалија | 2:1 | 2:3      | Пријатељска |
| 3. | 28. март 2017.   | Фуншал | Португалија | 2:2 | 2:3      | Пријатељска |

## Статистика каријере

### Репрезентативна
Статистика до 3. јула 2018.
| Тим     | Год.   | Наступи | Голови |
| ------- | ------ | ------- | ------ |
| Шведска |        |         |        |
| 2012    | 2      | 0       |        |
| 2013    | 2      | 1       |        |
| 2016    | 3      | 0       |        |
| 2017    | 12     | 2       |        |
| 2018    | 7      | 0       |        |
| Укупно  | Укупно | 26      | 3      |